# گورستان تاریخی گلین قیه
گورستان تاریخی گلین قیه مربوط به دوره ایلخانی است و در شهرستان مرند، بخش مرکزی، دهستان هرزندات غربی، روستای گلین قیه، چسبیده به سه راهی کراب واقع شده و این اثر در تاریخ ۲۷ اسفند ۱۳۸۶ با شمارهٔ ثبت ۲۲۲۵۵ به‌عنوان یکی از آثار ملی ایران به ثبت رسیده است.